# XX Spadochronowe Mistrzostwa Śląska 1989
XX Spadochronowe Mistrzostwa Śląska 1989 – odbyły się 26–28 maja 1989 na lotnisku Gliwice. Gospodarzem Mistrzostw był Aeroklub Gliwicki, a organizatorem Sekcja Spadochronowa Aeroklubu Gliwickiego. Do dyspozycji skoczków był samolot An-2TD SP-ANW.

## Rozegrane kategorie
Mistrzostwa rozegrano w siedmiu kategoriach spadochronowych:
- Indywidualna – celność lądowania (6 skoków) – skoki wykonywano z wysokości 1000 m i opóźnieniem 0–5 sekund
- Indywidualna – akrobacja indywidualna (2 skoki + 3. finałowy) – skoki wykonywano z wysokości 2000 m, opóźnienie 25 sekund
- Indywidualna – dwubój (celność lądowania + akrobacja indywidualna)
- Drużynowa – celność lądowania
- Drużynowa – akrobacja indywidualna
- Drużynowa – dwubój
- Relativ – drużyny czteroosobowe (3 skoki + 1 finałowy).

## Kierownictwo Mistrzostw
- Przewodniczący Komitetu Organizacyjnego: mgr Janusz Krajewski
- Kierownik Mistrzostw: instr. pilot Ryszard Ptaszek
- Kierownik Sportowy: Jan Isielenis
- Przewodniczący Komisji Sędziowskiej: Jan Żurawlew (Kijów)
- Członkowie komisji: Henryk Grudziński (Lublin) i Jan Isielenis (Gliwice)[1].

Źródło:  

## Medaliści
Medalistów XX Spadochronowych Mistrzostw Śląska 1989 podano za: Jan Isielenis, Archiwum Sekcji Spadochronowej Aeroklubu Gliwickiego, 1989. Brak numerów stron w książce
| Konkurencja               | Złoto                    | Srebro                   | Brąz                  |
| Indywidualnie – celność   | Krzysztof Utzig          | Tomasz Fidelus           | Piotr Dziergas        |
| Indywidualnie – akrobacja | Robert Borodiuk          | Marek Boryczka           | Krzysztof Filus       |
| Indywidualnie – dwubój    | Piotr Dziergas           | Krzysztof Utzig          | Marek Boryczka        |
| Drużynowo – celność       | Aeroklub Bielsko-Bialski | Aeroklub Opolski         | Aeroklub Krakowski    |
| Drużynowo – akrobacja     | Aeroklub Gliwicki I      | Aeroklub Bielsko-Bialski | Aeroklub Gliwicki III |
| Drużynowo – dwubój        | Aeroklub Bielsko-Bialski | Aeroklub Gliwicki I      | Aeroklub Krakowski    |
| Relativ                   | Aeroklub Gliwicki        | Aeroklub Śląski          | Aeroklub ROW          |

## Wyniki zawodów
Wyniki XX Spadochronowych Mistrzostw Śląska 1989 podano za: Jan Isielenis, Archiwum Sekcji Spadochronowej Aeroklubu Gliwickiego, 1989. Brak numerów stron w książce
Na starcie stanęło 27 zawodników z aeroklubów krajowych  Polska: Bielsko-Bialskiego, Gdańskiego, Krakowskiego, Lubelskiego, Opolskiego, ROW, Śląskiego, Kieleckiego i Gliwickiego, który jako gospodarz wystawił 3 zespoły.

### Klasyfikacja indywidualna (celność lądowania – spadochronyklasyczne)
| Miejsce | Imię i nazwisko       | Nota łączna | Drużyna                  |
| 1.      | Krzysztof Utzig       | 0,07 m      | Aeroklub Opolski         |
| 2.      | Tomasz Fidelus        | 0,09 m      | Aeroklub Kielecki        |
| 3.      | Piotr Dziergas        | 0,13 m      | Aeroklub Bielsko-Bialski |
| 4.      | Jarosław Rubinkowski  | 0,14 m      | Aeroklub Gliwicki I      |
| 5.      | Jarosław Mitaszka     | 0,19 m      | Aeroklub Lubelski        |
| 6.      | Dariusz Nadzieja      | 0,20 m      | Aeroklub Gliwicki III    |
| 7.      | Jerzy Nieroda         | 0,24 m      | Aeroklub Gliwicki II     |
| 8.      | Krzysztof Janus       | 0,25 m      | Aeroklub Krakowski       |
| 8.      | Rafał Zgierski        | 0,25 m      | Aeroklub Lubelski        |
| 10.     | Janusz Kucharski      | 0,29 m      | Aeroklub Śląski          |
| 11.     | Janusz Żurowski       | 0,30 m      | Aeroklub Krakowski       |
| 12.     | Adam Piskor           | 0,31 m      | Aeroklub Krakowski       |
| 13.     | Marek Boryczka        | 0,32 m      | Aeroklub Gliwicki I      |
| 14.     | Krzysztof Filus       | 0,34 m      | Aeroklub Śląski          |
| 15.     | Leszek Rubiak         | 0,40 m      | Aeroklub Śląski          |
| 16.     | Robert Borodiuk       | 0,49 m      | Aeroklub Gliwicki III    |
| 17.     | Marcin Willner        | 0,51 m      | Aeroklub Gliwicki III    |
| 18.     | Paweł Komendera       | 0,57 m      | Aeroklub Bielsko-Bialski |
| 19.     | Jacenta Pala          | 0,61 m      | Aeroklub Krakowski       |
| 20.     | Krzysztof Wąsik       | 0,62 m      | Aeroklub Gliwicki II     |
| 21.     | Krzysztof Stawinoga   | 0,70 m      | Aeroklub Gliwicki I      |
| 21.     | Wiesław Franczak      | 0,70 m      | Aeroklub Gdański         |
| 23.     | Krzysztof Łuszczyński | 0,85 m      | Aeroklub Lubelski        |
| 24.     | Stanisław Horczak     | 0,88 m      | Aeroklub Gdański         |
| 25.     | Grzegorz Polewski     | 0,90 m      | Aeroklub Opolski         |
| 26.     | Tomasz Gryz           | 0,96 m      | Aeroklub Gdańsk          |
| ?.      | Leszek Kubiak         | ? m         | Aeroklub Śląski          |

### Klasyfikacja indywidualna (akrobacja indywidualna– spadochronyklasyczne)
| Miejsce | Imię i nazwisko       | Nota łączna | Drużyna                  |
| 1.      | Robert Borodiuk       | 28,1 s      | Aeroklub Gliwicki III    |
| 2.      | Marek Boryczka        | 28,2 s      | Aeroklub Gliwicki I      |
| 3.      | Krzysztof Flilus      | 28,7 s      | Aeroklub Śląski          |
| 4.      | Krzysztof Stawinoga   | 28,8 s      | Aeroklub Gliwicki I      |
| 5.      | Piotr Dziergas        | 29,9 s      | Aeroklub Bielsko-Bialski |
| 6.      | Janusz Żurowski       | 30,7 s      | Aeroklub Krakowski       |
| 7.      | Krzysztof Wąsik       | 31,7 s      | Aeroklub Gliwicki II     |
| 8.      | Paweł Komendera       | 31,8 s      | Aeroklub Bielsko-Bialski |
| 9.      | Jerzy Nieroda         | 32,5 s      | Aeroklub Bielsko-Bialski |
| 10.     | Krzysztof Utzig       | 33,7 s      | Aeroklub Opolski         |
| 11.     | Krzysztof Łuszczyński | 34,0 s      | Aeroklub Lubelski        |
| 12.     | Adam Piskor           | 34,6 s      | Aeroklub Krakowski       |
| 13.     | Leszek Kubiak         | 23,3 s      | Aeroklub Śląski          |
| 14.     | Marcin Willner        | 23,6 s      | Aeroklub Gliwicki III    |
| 15.     | Dariusz Nadzieja      | 24,0 s      | Aeroklub Gliwicki III    |
| 16.     | Jarosław Rubinkowski  | 24,4 s      | Aeroklub Gliwicki I      |
| 17.     | Jarosław Mitaszka     | 24,7 s      | Aeroklub Lubelski        |
| 18.     | Wiesław Franczak      | 25,5 s      | Aeroklub Gdański         |
| 19.     | Krzysztof Janus       | 25,6 s      | Aeroklub Krakowski       |
| 20.     | Bogdan Bryzik         | 25,9 s      | Aeroklub Gliwicki II     |
| 20.     | Janusz Kucharski      | 25,9 s      | Aeroklub Śląski          |
| 22.     | Stanisław Horczak     | 26,7 s      | Aeroklub Gdański         |
| 23.     | Tomasz Fidelus        | 27,0 s      | Aeroklub Opolski         |
| 24.     | Grzegorz Polewski     | 27,7 s      | Aeroklub Opolski         |
| 25.     | Jacenta Pala          | 28,9 s      | Aeroklub Krakowski       |
| 26.     | Rafał Zgierski        | 29,4 s      | Aeroklub Lubelski        |
| 27.     | Tomasz Gryz           | 30,5 s      | Aeroklub Gdański         |

### Klasyfikacja indywidualna (dwubój) – spadochronyklasyczne
| Miejsce | Imię i nazwisko       | Drużyna                  |
| 1.      | Piotr Dziergas        | Aeroklub Bielsko-Bialski |
| 2.      | Krzysztof Utzig       | Aeroklub Opolski         |
| 3.      | Marek Boryczka        | Aeroklub Gliwicki I      |
| 4.      | Jerzy Nieroda         | Aeroklub Bielsko-Bialski |
| 5.      | Robert Borodiuk       | Aeroklub Gliwicki III    |
| 6.      | Krzysztof Filus       | Aeroklub Śląski          |
| 7.      | Janusz Żurowski       | Aeroklub Krakowski       |
| 8.      | Jarosław Rubinkowski  | Aeroklub Gliwicki I      |
| 9.      | Dariusz Nadzieja      | Aeroklub Gliwicki III    |
| 10.     | Jarosław Mitaszka     | Aeroklub Lubelski        |
| 11.     | Adam Piskor           | Aeroklub Krakowski       |
| 12.     | Tomasz Fidelus        | Aeroklub Opolski         |
| 13.     | Bogdan Bryzik         | Aeroklub Gliwicki II     |
| 14.     | Krzysztof Stawinoga   | Aeroklub Gliwicki I      |
| 15.     | Paweł Komendera       | Aeroklub Bielsko-Bialski |
| 16.     | Krzysztof Janus       | Aeroklub Krakowski       |
| 17.     | Leszek Kubiak         | Aeroklub Śląski          |
| 18.     | Krzysztof Wąsik       | Aeroklub Gliwicki II     |
| 19.     | Janusz Kucharski      | Aeroklub Śląski          |
| 20.     | Marcin Willner        | Aeroklub Gliwicki III    |
| 21.     | Rafał Zgierski        | Aeroklub Lubelski        |
| 22.     | Krzysztof Łuszczyński | Aeroklub Lubelski        |
| 23.     | Wiesław Franczak      | Aeroklub Gdański         |
| 24.     | Jacenta Pala          | Aeroklub Krakowski       |
| 25.     | Stanisław Horczak     | Aeroklub Gdański         |
| 26.     | Grzegorz Polewski     | Aeroklub Opolski         |
| 27.     | Tomasz Gryz           | Aeroklub Gdański         |

### Klasyfikacja drużynowa celność lądowania – spadochronyklasyczne
| Miejsce | Drużyna                  | Wynik drużyny |
| ------- | ------------------------ | ------------- |
| 1.      | Aeroklub Bielsko-Bialski | 30 pkt.       |
| 2.      | Aeroklub Opolski         | 33 pkt.       |
| 3.      | Aeroklub Krakowski       | 34 pkt.       |
| 4.      | Aeroklub Gliwicki I      | 41 pkt.       |
| 5.      | Aeroklub Lubelski        | 42 pkt.       |
| 6.      | Aeroklub Gliwicki III    | 42 pkt.       |
| 7.      | Aeroklub Śląski          | 42 pkt.       |
| 8.      | Aeroklub ROW             | 65 pkt.       |
| 9.      | Aeroklub Gliwicki II     | 66 pkt.       |
| 10.     | Aeroklub Gdański         | 85 pkt.       |

### Klasyfikacja drużynowa akrobacja – spadochronyklasyczne
| Miejsce | Drużyna                  | Wynik drużyny |
| ------- | ------------------------ | ------------- |
| 1.      | Aeroklub Gliwicki I      | 22 pkt.       |
| 2.      | Aeroklub Bielsko-Bialski | 22 pkt.       |
| 3.      | Aeroklub Gliwicki III    | 30 pkt.       |
| 4.      | Aeroklub Śląski          | 36 pkt.       |
| 5.      | Aeroklub Krakowski       | 37 pkt.       |
| 6.      | Aeroklub Lubelski        | 54 pkt.       |
| 7.      | Aeroklub Opolski         | 57 pkt.       |
| 8.      | Aeroklub Gdański         | 67 pkt.       |

### Klasyfikacja drużynowa dwubój – spadochronyklasyczne
| Miejsce | Drużyna                  | Wynik drużyny |
| ------- | ------------------------ | ------------- |
| 1.      | Aeroklub Bielsko-Bialski | 3 pkt.        |
| 2.      | Aeroklub Gliwicki I      | 5 pkt.        |
| 3.      | Aeroklub Krakowski       | 8 pkt.        |
| 4.      | Aeroklub Opolski         | 9 pkt.        |
| 5.      | Aeroklub Gliwicki III    | 9 pkt.        |
| 6.      | Aeroklub Śląski          | 11 pkt.       |
| 7.      | Aeroklub Lubelski        | 11 pkt.       |
| 8.      | Aeroklub Gdański         | 18 pkt.       |
| 9.      | Aeroklub ROW             | – pkt.        |
| 10.     | Aeroklub Gliwicki II     | – pkt.        |

### Klasyfikacja drużynowa Relativ – spadochronyklasyczne
| Miejsce | Drużyna                            | Zawodnicy       | Wynik drużyny |
| ------- | ---------------------------------- | --------------- | ------------- |
| 1.      | Aeroklub Gliwicki II               | Mariusz Bieniek | 20 pkt.       |
| 1.      | Aeroklub Gliwicki II               | Marcin Wilk     | 20 pkt.       |
| 1.      | Aeroklub Gliwicki II               | Bogdan Bryzik   | 20 pkt.       |
| 1.      | Aeroklub Gliwicki II               | Piotr Knop      | 20 pkt.       |
| 2.      | Aeroklub Śląski                    | Brak danych     | 16 pkt.       |
| 3.      | Aeroklub ROW                       | Brak danych     | 7 pkt.        |
| 4.      | Aeroklub Gdański–Aeroklub Lubelski | Brak danych     | 7 pkt.        |
| 5.      | Aeroklub Bielsko-Bialski           | Brak danych     | 6 pkt.        |
| 6.      | Aeroklub Krakowski                 | Brak danych     | 6 pkt.        |